# Divadlo Petra Bezruče
Divadlo Petra Bezruče je ostravské divadlo otevřené nejprve neoficiálně 1. prosince 1945 hrou Jak se Honza učil bát a oficiálně pak 13. prosince 1945 premiérou hry Viktora Dyka Ondřej a drak. Tato scéna měla od počátku jiný typ repertoáru než zdejší „velké“ divadlo. Orientovala se hlavně na mladého diváka.

## Historie
Pod názvem Lidové divadlo „Kytice“, existovalo ostravské divadlo již v období Protektorátu. Po zestátnění v roce 1948 se nazývalo Divadlo mladých (Městské divadlo mladých) a od roku 1957 Divadlo Petra Bezruče. Po krátkou dobu bylo součástí Státního divadla Ostrava (nyní Národní divadlo moravskoslezské). Scénu tvořili převážně ochotníci; profesionálních herců se diváci dočkali až počátkem padesátých let 20. století. Roku 1961 se divadlo přestěhovalo do moderní budovy Domu kultury Vítkovic (nyní Dům kultury města Ostravy). Od začátku devadesátých let dvacátého století divadlo působí v divadelní budově Blaník v ulici 28. října. Divadlo má dvě jeviště – velkou scénu a komorní prostor zvaný Márnice.
V roce 1997 bylo Divadlo Petra Bezruče zrušeno jako příspěvková organizace a od sezóny 1997/1998 působí v divadle samostatná „Divadelní společnost Petra Bezruče“ na základě víceletého grantu města Ostravy.
V roce 2000 se funkce ředitele Divadla Petra Bezruče ujal Jiří Krejčí. Během více než dvaceti let se mu podařilo divadlo stabilizovat a posílit jeho postavení na české divadelní scéně. Jiří Krejčí, jehož kariéra je hluboce spojená s ostravskou kulturní scénou, přispěl k rozvoji Divadla Petra Bezruče, které se pod jeho vedením etablovalo jako jeden z pilířů českého divadla.
V nadcházejícím třetím tisíciletí byla produkce Divadla Petra Bezruče výrazně ovlivněna příchodem režiséra Janusze Klimszy. Jeho režijní postupy vycházejí z osobnostně vyhraněné umělecké reflexe společenské problematiky. Mezi nejvíce ceněné inscenace tohoto období patří Skleněný zvěřinec, Prezidentky nebo Pestré vrstvy. Po odchodu Klimszy šéfoval následující sezónu herec Norbert Lichý. Po něm stanul v uměleckém vedení následující dvě sezóny mladý režisér Jan Mikulášek. Jeho zdejší režie byly, zejména díky vysoce stylizovanému herectví, groteskní nadsázce a skvělé práci s výtvarnou i hudební složkou, vysoce ceněny odbornou kritikou (např. Evžen Oněgin, Divoká kachna, Na Větrné hůrce). V roce 2008 vystřídal Mikuláška na postu uměleckého šéfa Martin Františák, který se ve své tvorbě soustředil především na tradičnější interpretace klasických textů světové dramatiky (Macbeth, Cyrano, Figarova svatba, Revizor). Hned jedna z prvních Františákových inscenací – Job – vyvolala nadšení u široké divácké veřejnosti i odborné kritiky. Titulní role v interpretaci Norberta Lichého přinesla v roce 2008 Divadlu Petra Bezruče Cenu Thálie za nejlepší mužský herecký výkon sezóny v oboru činohra.
V průběhu divadelní sezóny 2011/2012 proběhla rozsáhlá rekonstrukce interiérů a technického zázemí.
Od sezóny 2013/2014 se uměleckým šéfem stal Štěpán Pácl, ve svých režiích se zaměřoval na klasické tituly české a světové dramatiky (Strýček Váňa, Audience, Čekání na Godota, Kazimír a Karolína). Po Páclově odchodu do Národního divadla v Praze se uměleckou šéfkou stala Janka Ryšánek Schmiedtová, která divadlo vedla v letech 2015–2019. Jako režisérka je podepsána pod inscenacemi Osiřelý západ, Nahniličko, Škola základ života, Richard III., Mládí v hajzlu, Kdo je tady ředitel?, Maryša, Zapomenuté světlo, Heda Gablerová: Teorie dospělosti a Šikmý kostel.
V roce 2024 předal Jiří Krejčí vedení divadla svému synovi Filipu Krejčímu, který v divadle působil od roku 2021 jako zástupce ředitele. Přestože dříve pracoval převážně v reklamě a produkci, přirozeně navázal na dlouhodobé směřování divadla. Jeho nástup byl symbolem kontinuity i nové energie – ve stejném roce získali Bezruči prestižní ocenění Divadlo roku.
Od srpna 2019 je uměleckým šéfem Divadla Petra Bezruče režisér Jan Holec. Absolvent pražské DAMU se ostravskému publiku poprvé představil na podzim 2019 vlastní adaptací románu Mary Shellyové Frankenstein. Následovala autorská inscenace Bezruči v 60 minutách, která vznikla během lockdownu jako reakce na omezené možnosti divadelní tvorby. Právě sociální témata a reflexe aktuálních společenských otřesů jsou pro Holcovu tvorbu klíčové – v květnu 2022 uvedl v Galerii výtvarného umění v Ostravě světovou premiéru projektu Stará láska nerezaví, jenž se zaměřil na problematiku stárnutí a osamělosti, které pandemie ještě více prohloubila.
Jan Holec se jako režisér věnuje široké škále dramatických textů, zároveň však rád vytváří vlastní adaptace literárních děl. Vedle režijního uchopení her jako Pozdě Příchozí (Jordan Tannahill), Marie Stuartovna (Robert Icke, Friedrich Schiller), Otec (Florian Zeller) či Střípky ženy (Kata Wéber) se autorsky podílel na dramatizaci a inscenaci Nepřítele lidu (Henrik Ibsen), Procesu (Franz Kafka), Bratrů Karamazových (Fjodor Michajlovič Dostojevskij) a adaptaci filmu Miloše Formana Lásky jedné plavovlásky.